# Vril (ämne)
Vril är ett ämne och koncept inom science fiction som beskrivs i Edward Bulwer-Lyttons bok The Coming Race, sedermera i ny upplaga under titeln Vril: The Power of the Coming Race. 
Romanen behandlar en underjordisk människoliknande art som får mentala och fysiska krafter av en energivätska som heter "Vril".